# Księżniczka królewska
Księżniczka królewska (ang.  Princess Royal) – tytuł nadawany w brytyjskiej monarchii najstarszej córce panującego monarchy. Pojawił się w Królestwie Anglii w XVII wieku za sprawą żony króla Karola I, Henrietty Marii, córki króla Francji Henryka IV.
Wzorowany był na analogicznym francuskim tytule Madame Royale. Nie przypada automatycznie najstarszej córce, jest każdorazowo nadawany przez monarchę – i tak nie każda najstarsza córka angielskiego monarchy (od 1642 roku), nosiła ten tytuł. W 1642 Karol II nadał ten tytuł Marii Stuart, a potem przestano używać go aż do czasów Jerzego II (np. Zofia Dorota Hanowerska, królowa Prus nie była księżniczką królewską). 
Tytułu nie można odebrać i księżniczka nosi go do końca swojego życia. Jednocześnie w tym samym czasie dwie księżniczki nie mogą nosić tytułu. 

## Lista księżniczek królewskich
- 1642–1660: Maria Henrietta Stuart, najstarsza córka Karola I
- 1727–1734: Anna Hanowerska, najstarsza córka Jerzego II
- 1789–1797: Charlotta Hanowerska, najstarsza córka Jerzego III
- 1841–1858: Wiktoria Koburg, najstarsza córka królowej Wiktorii
- 1905–1931: Ludwika Koburg, najstarsza córka Edwarda VII
- 1932–1965: Maria Windsor, najstarsza córka Jerzego V
- od 1987: Anna Mountbatten-Windsor, najstarsza córka królowej Elżbiety II